# Jane’s Addiction
Jane’s Addiction — американская рок-группа, считающаяся одним из пионеров стиля альтернативный рок, сформированная в 1985 году, в Лос-Анджелесе. В оригинальный состав группы входили: Перри Фаррелл (вокал), Дэйв Наварро (гитара), Эрик Эвери (бас) и Стивен Перкинс (ударные). После распада в 1991 году, группа кратко воссоединялась в 1997 и в 2001 годах; оба раза Эвери отказывался участвовать в реюнионе. В 2008 году группа собралась в «золотом» составе, вместе с Эвери, и провела мировой тур. В начале 2010 года Эвери покинул группу и они начали работу над новым материалом без него. В 2011 году вышел последний, на сегодняшний день, альбом группы The Great Escape Artist.
Jane’s Addiction были одними из первых представителей альтернативного рока, добившихся известности в Соединённых Штатах. Их первый прощальный тур (в 1991 году) стал началом ежегодного фестиваля Lollapalooza, «витрины» альтернативного рока. В результате, группа стала своего рода иконой, которую Фаррелл назвал «альтернативной нацией» (он ввел этот термин на фестивале Lollapalooza, который был его детищем). Коллектив занял тридцать пятое место, в списке VH1 «100 величайших исполнителей хард-рока».

## История

### Формирование: 1985—1987
Jane’s Addiction была сформирована Перри Фарреллом из «осколков» его предыдущей группы Psi-com, в которой он был фронтменом. В середине 1985 года, Фаррелл искал нового басиста для Psi-com, которая находилась в «коматозном состоянии», тогда он и был представлен Эрику Эвери. Фаррелла и Эвери сблизили их схожие музыкальные вкусы, им нравились группы Joy Division и The Velvet Underground, и они начали репетировать вместе, хотя Эвери так и не стал полноправным членом распадающейся группы Фаррелла. Новая группа была названа «Jane’s Addiction» в честь соседки Фаррелла, Джейн Бейнтер (англ. Jane Bainter), которая пристрастилась к наркотикам. В раннем периоде, через состав группы прошли три гитариста: Крис Бринкман (англ. Chris Brinkman), Эд Добриднио (англ. Ed Dobrydnio), Марк Причард (англ. Mark Pritchard), а также барабанщик Мэтт Чайкин (англ. Matt Chaikin) — бывший участник группы Kommunity FK.
После того, как Чайкин не появлялся в течение нескольких репетиций, Фаррелл начал искать нового барабанщика. Младшая сестра Эрика, Ребекка, предложила её бойфренда Стивена Перкинса. Эвери сомневался в этом варианте, из-за различий в их музыкальных вкусах, но в итоге уступил. После того как Перкинс был взят на роль ударника, он и Ребекка пообещали своему другу Дэйву Наварро, что устроят его в группу. На основании рекомендаций Перкинса, группа провела прослушивание Наварро и он был принят в коллектив.
Jane’s Addiction стали сенсацией на клубной сцене Лос-Анджелеса, в первую очередь, благодаря своим шоу в музыкальном клубе Scream. Группа быстро завоевали интерес со стороны различных звукозаписывающих компаний. Хотя музыканты приняли решение подписать контракт с лейблом Warner Bros. Records, они настаивали на издание своего дебютного альбома на независимом лейбле — Triple X Records. Менеджер группы вёл долгие переговоры с Warner Bros. заблаговременно до этого момента, и у них на руках был контракт в размере $250 000 — $300 000 долларов. В январе 1987 года, группа записала свой дебютный, одноименный альбом во время концерта в Roxy Theatre, он обошелся им в $4000. Прежде, чем альбом был выпущен, Jane’s Addiction поддержали британскую группу Love and Rockets, совершив с ними двухмесячный тур, в конце 1987 года.

### Nothing’s Shocking: 1987—1989
В январе 1988 года группа отправилась в студию для записи своего первого студийного альбома, названного Nothing's Shocking. Боссы Warner Bros. дали участникам список продюсеров на выбор, но группа выбрала Дэйва Джердена.
Nothing’s Shocking был издан в 1988 году. «Mountain Song» была выпущена в качестве второго сингла; MTV отказался транслировать музыкальное видео песни, из-за сцены содержащей наготу. Тогда Фаррелл решил выпустить клип в коммерческом варианте, добавив в него двадцать минут «домашнего видео» и назвав «Soul Kiss». Из-за отсутствия ротации на MTV и крупных радиостанциях, продажи альбома были весьма скромные, 200.000 — 250.000 копий, в первый год выпуска. Альбом достиг лишь 103 позиции в хит-параде Billboard 200, в поддержку диска было издано три сингла, наиболее успешный из них — «Jane Says», поднялся до 6-го места в чарте Modern Rock Tracks, в 1988 году.
Тем не менее, Nothing’s Shocking был хорошо принят критиками и многими из них считается лучшим альбомом группы. Журнал Rolling Stone поставил эту запись на 309 место, в своём списке «500 величайших альбомов всех времен». После выхода альбома, группа отправилась в турне, на разогреве у Игги Попа и The Ramones. К концу тура, уже Jane’s Addiction были хедлайнером во многих клубах и залах.

### Третий альбом и первый распад: 1989—1991
Jane’s Addiction планировали начать запись своего нового альбома в середине 1989 года. Наварро позже заявил, что он почти не помнит работу над альбомом, из-за его пристрастия к героину в то время. Ritual de lo Habitual вышел в 1990 году, группа отправилась в 13-месячный тур в поддержку альбома. Фаррелл вспоминал: «Этот 13-месячный тур, организованный сразу после записи альбома, стал причиной из-за которой мы оказались не в состоянии терпеть друг друга. Другая причина заключается в том, что я невыносимо самовлюбленный человек, который не может долго уживаться с кем-либо».
Часть тура включала выступление на первом фестивале Lollapalooza (в качестве хедлайнеров), который путешествовал по Северной Америке в середине 1991 года. Фестиваль, созданный Перри Фарреллом и Марком Гейгером, должен был стать прощальным туром Jane’s Addiction, но то же время, в нём приняли участие такие группы, как: Nine Inch Nails, Siouxsie and the Banshees, Butthole Surfers, Fishbone, Rollins Band, Violent Femmes, Body Count и Ice Т. В этот период Jane’s Addiction стали получать больше внимания масс-медиа, чем когда-либо прежде. Синглы «Been Caught Stealing» и «Stop!» стали хитами и получили широкую ротацию на MTV. Позже, журнал Rolling Stone поставил альбом на 453-ю позицию, в своем списке «500 величайших альбомов всех времен». Во время самого первого шоу Lollapalooza, Перри Фаррелл и Дэйв Наварро подрались на сцене, после того, как они нечаянно столкнулись друг с другом во время исполнения песни. Группа покинула сцену, но вышла «на бис». Тем не менее, драка возобновилась вновь и Наварро бросил гитару в толпу. Группа продолжила тур и отыграла ещё более 25 шоу в рамках Lollapalooza.
В конце 1991 года, Эвери сказал Наварро, что он планирует покинуть группу, Наварро быстро согласился сделать то же самое. Они сообщили это менеджеру, который, в свою очередь, пытался убедить их выступить в Японии, но Эвери и Наварро согласились играть только там, где обязаны по контракту. Jane’s Addiction отыграли свои последние шоу в Австралии и на Гавайских островах, после чего группа распалась.

### Сольные проекты и воссоединение: 1992—2001
Участники группы участвовали в других проектах на всём протяжении 90-х. Фаррелл и Перкинс сформировали новую группу Porno for Pyros, и добились некоторого успеха с её двумя альбомами — Porno For Pyros (1993) и Good God’s Urge (1996). В свою очередь, Эвери и Наварро основали собственный коллектив — Deconstruction и выпустили одноимённый альбом в 1994 году. В 1993 году Стивен Перкинс стал сооснователем группы «Banyan», вместе с музыкантами: Нельсом Клайном, Майком Уоттом и Вилли Вальдманом (в записи их альбомов также участвовали студийные музыканты). Banyan выпустили три альбома: одноимённый дебютный, Any Time at All и Live At Perkins Place. В том же году Дэйв Наварро присоединился к Red Hot Chili Peppers, через два года они записали альбом One Hot Minute. Альбом вышел 12 сентября 1995 года и был коммерчески успешным, а песни «Aeroplane», «Warped» и «My Friends» стали хитами. В апреле 1998 года Наварро покинул группу из-за творческих разногласий.
В 1997 году Дэйв Наварро и Фли (бессменный басист Red Hot Chili Peppers), присоединились к Porno for Pyros для записи «Hard Charger», композиции для фильма Говарда Стерна «Private Parts», что повлекло за собой краткий тур в составе Jane’s Addiction, в котором Фли заменил Эвери в роли басиста, после того как он отклонил приглашение присоединиться к группе. Музыканты подготовили новый сборник под названием Kettle Whistle. В альбом вошли две новые песни, в которых на бас-гитаре играл Фли. В 2010 году Перкинс заявил: «В 97-м, на мой взгляд, Фли отлично вписался в группу. Как барабанщику, мне было очень интересно работать с ним».

### Strays: 2001—2004
Юбилейный тур 2001 года, включал все старые песни Jane’s Addiction, а также демонстрировал материал из сольного альбома Наварро Trust No One. Фанатам было обещано: «Sexual Psycho Circus — полуголые танцовщицы, гитарные соло и племенные барабаны …» именно это они и получили. Во время исполнения композиции «Classic Girl», полуголые танцовщицы выступали на сцене с подсветкой. Эвери снова отказался участвовать в воссоединении. Так как Фли был занят в Red Hot Chili Peppers, басист Porno for Pyros Мартин Ленобль был приглашен в состав на время гастролей, чтобы восполнить этот пробел. После успеха этого тура, группа решила записать новый альбом и пригласила Криса Чейни заменить Ленобля на басу. Работа над альбомом началась в 2001 году, вместе с легендарным продюсером Бобом Эзрином, группа участвовала в записи свежей пластинки, впервые более чем за 10 лет. В результате, появился альбом Strays. Некоторые из его песен (или части песен) возвращают к истокам группы, другие же совершенно новые по стилю Отзывы были, в целом, благоприятные, журнал Rolling Stone отметил, что «группа звучит знакомо» и «откормленно», хотя без «вспышки безумия» оригинального состава.. Первый сингл «Just Because», стал самым успешным треком группы на сегодняшний день, добравшись до 72-й строчки, в хит-параде Billboard, хотя шестая песня альбома, «Superhero», получила гораздо больше ротации, будучи темой популярного сериала «Красавцы», на телеканале HBO. Альбом быстро стал одной из самых продаваемых записей в мире, достигнув «золотого» статуса в США и серебряного в Великобритании.
В 2003 году, группа провела масштабное мировое турне в поддержку нового диска, в том числе стала хедлайнером возрожденного фестиваля Lollapalooza. В конце этих гастролей группа распалась вновь, они отменили оставшиеся выступления. Хотя подробностей было немного, в июне 2004 года Наварро заявил на своем сайте, что причины были практически теми же, что и в 1991 году.

### Второй распад, воссоединение и всяческие реюнионы: 2004—2011. The Great Escape Artist.

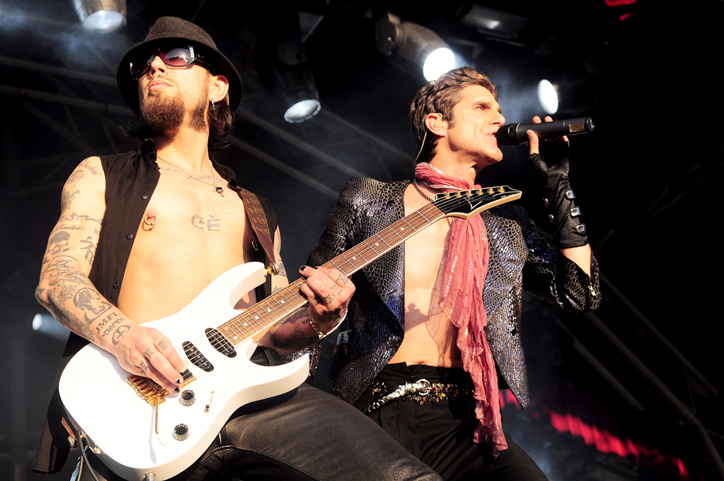
Jane’s Addiction на фестивале «Soundwave Festival» (2010).

Во время второго крупного раскола, музыканты Jane’s Addiction участвовали в ряде других проектов. Наварро, Перкинс и Чэйни создали новую группу — The Panic Channel, с вокалистом Стивом Айзаком, они выпустили один альбом, названный «(ONe)», в 2006 году. Перри Фаррелл, вместе со своей женой Этти Лау Фаррелл и бывшим гитаристом группы Extreme, Нуно Беттанкуром, сформировал The Satellite Party. Эта группа подписала контракт с лейблом Columbia Records и выпустила свой дебютный альбом Ultra Payloaded в 2007 году. В свою очередь, Эрик Эвери подписал контракт с фирмой Dangerbird Records, и выпустил сольный диск Help Wanted, в 2008 году.
19 сентября 2006 года, был издан сборник лучших вещей группы, названный Up From the Catacombs - The Best of Jane's Addiction.
Награда NME в 2008 году послужила стимулом для группы воссоединиться в оригинальном составе. Увы, после нескольких концертов все снова пошло на спад. По окончании австралийских гастролей, которые затормозил приболевший Перкинс, на последующих выступлениях жирную точку поставил Эвери: «Мой эксперимент с JA завершён. Жаль. Но, вместе с тем, мне стало легче». По словам Фаррелла, музыкантам было жизненно важно записать новую пластинку. Но все тормозил Эвери, ни в какую не соглашающийся идти в студию. Пришлось расстаться".
В свою очередь, Перри Фаррелл продолжил готовить материал для группы, и сочинял новые песни. В качестве бас-гитариста был приглашён Дафф Маккаган (G’n’R, Velvet Revolver). Несмотря на первоначальный энтузиазм, легендарный басист продержался всего 9 месяцев. Причина ухода — непримиримость с каким бы то ни было уклоном саунда в электронику. Нанятый продюсер Рич Кости (участвовал в сольнике Наварро) отрекомендовал в качестве недостающего звена — Дэвида Ситека, более известного, как мультиинструменталиста проекта TV on the Radio. Фаррелл заявил: «Конечно, Ситек — это только выход из положения. Если я сплю с тёлкой, это не значит, что я выйду за неё». Однако, талантливый музыкант не только смог «заделать» басовую брешь, но и записал партии на клавишах. Перкинс был в восторге от нового коллеги, Наварро же дивился тому, как его тёзка полностью отдается творчеству, не заботясь о том, что будет дальше после выхода альбома.
Сначала басовые партии для записи игрались как Ситеком, так и Наварро. Впоследствии из группы Queen Bee «вернулся» Чейни.
Фарелл записывал вокал дома, отсылая записи друзьям по почте, а Наварро отметил, что его подход стал более мелодичным и упрощенным. Оправдывая слово «addiction», группа подсела на технологии. Попутно в новом звучании Jane’s Addiction появились некая трагичность и безусловная пафосность, идущие на смену рок-н-ролльному раздолбайству, шутовству и паранойе.

## Состав

### Последний состав
- Перри Фаррелл — вокал (1985—1991, 1997, 2001—2004, 2008—2024)
- Дэйв Наварро — соло и ритм-гитара, акустическая гитара, фортепиано (1986—1991, 1997, 2001—2004, 2008—2024)
- Стивен Перкинс — ударные, перкуссия, маримба (1986—1991, 1997, 2001—2004, 2008—2024)
- Эрик Эвери — бас, акустическая гитара (1985—1991, 2008—2010, 2022—2024)[24]

### Бывшие участники
- Крис Бринкман — гитара (1985—1986)
- Мэтт Чайкин — ударные (1985—1986)
- Эд Добриднио — гитара (1986)
- Марк Причард — гитара (1986)
- Мартин Ленобль — бас (2001—2002)
- Крис Чейни — бас (2002—2004, 2009, 2010, 2011—2022)
- Дафф Маккаган — бас, акустическая гитара, бэк-вокал (март—сентябрь 2010)

### Концертные и сессионные музыканты
- Фли — бас (1997)
- Дэйв Ситек — бас (2010—2011)[25]

### Временная линия
Схема дана начиная с 1986 года

## Дискография
- Jane’s Addiction (1987)
- Nothing's Shocking (1988)
- Ritual de lo Habitual (1990)
- Kettle Whistle (1997)
- Strays (2003)
- Up from the Catacombs – The Best of Jane's Addiction (2006)
- The Great Escape Artist (2011)